# Königs-Infanterie-Regiment (6. Lothringisches) Nr. 145

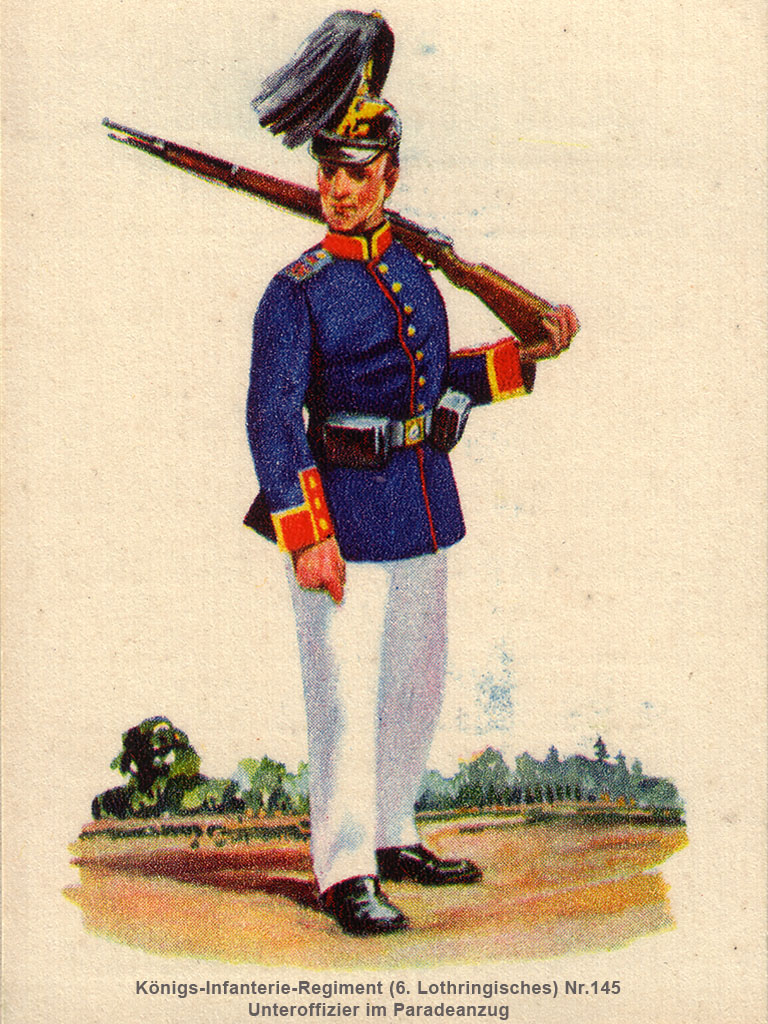
Königs-Infanterie-Regiment Nr. 145

Das Königs-Infanterie-Regiment (6. Lothringische) Nr. 145 war ein Infanterieverband der Preußischen Armee.

## Geschichte

Schulterklappen des Regiments

Das Regiment wurde am 28. Juli 1890 gestiftet und in Metz stationiert. Zwei Bataillone lagen in der Infanteriekaserne in Montigny, ein Bataillon auf dem Fort Württemberg und dem Schloss Frescati. Es wurde aus folgenden Kompanien der Infanterieregimenter errichtet: 7./71, 7./72, 8./96, 4./36, 2./69, 5./70, 9./30, 7./29, 5./87, 6./80, 6./81 und 9./88.
Der Verband war der 68. Infanterie-Brigade der 34. Division unterstellt.
Zur Stiftung heißt es in der Festschrift des ehemaligen Königs-Infanterie-Regiment (6. Lothringischen) Nr. 145:
Das Infanterie-Regiment Nr. 145 wurde durch Allerhöchste Kabinetts-Order vom 28. Juli 1890 im Zuge der Heeresvermehrung zum 1. Oktober 1890 gegründet und aufgestellt. Am 4. September 1893 erklärte sich Seine Majestät der Kaiser und König gelegentlich einer Parade auf dem Exerzierplatz Frescati „in Anerkennung der guten Haltung des Regimentes“ zu seinem Chef, verlieh ihm den Namenszug „WR II“, den es nunmehr auf den Achselklappen und Schulterstücken anstatt der Nummer „145“ trug und gab ihm den Namen Königs-Infanterie-Regiment Nr. 145. Am 18. Oktober 1895 verlieh er ihnen den schwarzen Haarbusch der Grenadierregimenter.
Am 27. Januar 1902 erließ Wilhelm II. den Armee-Befehl, dass die bislang noch ohne landmannschaftliche Bezeichnung geführten Verbände zur besseren Unterscheidung und zur Traditionsbildung eine Namenserweiterung erhielten. Das Regiment führte daher ab diesem Zeitpunkt die Bezeichnung Königs-Infanterie-Regiment (6. Lothringisches) Nr. 145.
Anlässlich des 25-jährigen Kaiserjubiläums am 16. Juni 1913 verlieh der Kaiser dem Regiment den „fliegenden Adler“ (Gardeadler ohne Stern) als Helmschmuck, der bis dahin der schlichte preußische Linienadler (genannt „Kuckuck“) gewesen war.

### Erster Weltkrieg
Im Ersten Weltkrieg fielen insgesamt 3.525 Soldaten des Regiments.

#### Gefechtskalender

##### 1914
- 22. bis 27. August – Schlacht bei Longwy, Longuyon und am L’Othainbach-Abschnitt (Fillières, Mercy-le-Haut, Nouillon-Pont, Spincourt)
- 28. August bis 1. September – Schlacht um die Maasübergänge (Dannevoux)
- 02. bis 3. September – Schlacht bei Varennes-Montfaucon
- 04. bis 5. September – Verfolgung westlich Verdun und durch die Argonnen
- 06. bis 12. September – Schlacht bei Vaubecourt-Fleuty (Bulainville)
- 10. bis 11. September – Nachtangriff bei Louppy-Heipes (Seraucourt)
- 17. bis 24. September – Schlacht bei Varennes
- 25. September – Kämpfe im Argonnerwald

##### 1915
- Bagatelle – Pavillon – Madamebach – Charmebach – Jupshöhe – Thümmelhöhe – Storchennest – Hildebrandgraben – Treppengraben – Eiterbeule – Eselsnase – Höhe 285 – Bolante – Vauquoi (III) – St. Juvin – Champigneulle

##### 1916
- bis 18. August – Bagatelle – Pavillon – Madamebach – Charmebach – Jupshöhe – Thümmelhöhe – Storchennest – Hildebrandgraben – Treppengraben – Eiterbeule – Eselsnase – Höhe 285 – Bolante – Vauquoi (III) – St. Juvin – Champigneulle
- 23. August bis 9. September – Schlacht bei Verdun
- 10. bis 20. September – Steilhang, Douaumont, Thiaumont, Fleury, M-Raum
- 23. September bis 2. November – Kämpfe im Argonner Wald (Fille Morte)
- 03. November bis 2. Dezember – Stellungskrieg in den Vogesen

##### 1917
- 04. bis 13. Januar – Stellungskrieg in Lothringen (III)
- 21. bis 27. Januar – Stellungskrieg in Lothringen (II)
- 06. Februar bis 9. März – Kämpfe im Argonner Wald (Mortier)
- 14. bis 24. März – Stellungskämpfe in der Champagne (I)
- 25. März bis 5. April – Stellungskämpfe in der Champagne (III)
- 06. April bis 27. Mai – Doppelschlacht Aisne-Champagne
- 28. Mai bis 8. August – Stellungskämpfe bei Reims
- 10. bis 30. August – Erste Flandernschlacht (Hooge, Polygon Wald, Nonne Bosschen, Gheluvelt, Herenthage-Park)
- 13. September bis 27. Oktober – Stellungskämpfe zwischen Maas und Mosel (insbesondere Kämpfe bei Flirey)
- 29. Oktober bis 2. November – Nachhutkämpfe an und südlich der Ailette
- 03. bis 9. November – Stellungskämpfe nördlich der Ailette
- 10. bis 15. November – Stellungskämpfe bei Reims
- 16. bis 20. November – Stellungskämpfe in der Champagne
- 22. bis 29. November – Schlacht von Cambrai
- 30. November bis 1. Dezember – Angriffsschlacht bei Cambrai (Villers-Guislain)
- ab 8. Dezember – im Gebiet der 7. Armee

##### 1918
- bis 8. Januar – im Gebiet der 7. Armee
- 09. Januar bis 6. März – Stellungskämpfe nördlich der Ailette
- 07. bis 20. März – Ruhezeit hinter der 18. Armee
- 21. bis 22. März – Durchbruchsschlacht bei St. Quentin-La-Fère (La Folie-Banay)
- 23. bis 24. März – Kämpfe bei Übergang über die Somme und den Crozat-Kanal zwischen St. Christ und Tergnier
- 25. bis 31. März – Verfolgungskämpfe bei Montdidier-Noyon
- 07. April bis 26. Mai – Kämpfe an der Avre und bei Montdidier-Noyon
- 27. bis 29. Mai – Verfolgung zwischen Oise und Aisne und über die Vesle bis zur Marne
- 30. Mai bis 13. Juni – Angriffskämpfe westlich und südlich von Soissons
- 14. Juni bis 4. Juli – Stellungskämpfe zwischen Oise, Aisne und Marne
- 05. bis 17. Juli – Stellungskämpfe westlich Soissons
- 18. bis 25. Juli – Abwehrschlacht zwischen Soissons und Reims (Pariser Berg)
- 26. bis 29. Juli – Bewegliche Abwehrschlacht zwischen Marne und Vesle
- 30. Juli bis 9. August – Ruhezeit hinter der 9. Armee
- 18. August bis 4. September – Abwehrschlacht zwischen Oise und Aisne
- 05. bis 18. September – Kämpfe vor der Siegfried-Stellung
- 19. bis 26. September – Kämpfe in der Siegfried-Stellung
- 27. September bis 9. Oktober – Abwehrschlacht zwischen Cambrai und St. Quentin (am 8. Oktober 1918 wurde fast das ganze Regiment vernichtet)
- 10. Oktober bis 4. November – Kämpfe vor und in der Hermann-Stellung (Petit Verly)
- 05. bis 11. November – Kämpfe vor Antwerpen bis zur Maas-Stellung
- ab 12. November – Räumung des besetzten Gebiets und Rückmarsch in die Heimat

### Verbleib
Nach Kriegsende erfolgte ab 24. Dezember 1918 in Barby die Demobilisierung des Regiments. Offiziell wurde es am 15. April 1919 aufgelöst.
Aus Teilen begann man Ende Dezember 1918 mit der Aufstellung einer Freiwilligen-Kompanie, die dann zur 9. Abteilung der 3. Landesschützen-Brigade (Detachement „Gerstenberg“) des als Freikorps tätigen Landesschützenkorps trat. Im Juni 1919 wurde es dann als II. Bataillon des Reichswehr-Schützen-Regiments 8 übernommen.
Weitere Teile gingen zum Freiwilligen-Bataillon „Eschmann“, das am 1. März 1919 zur Freiwilligen-Abteilung „Thümmel“ übertrat. Diese wurde Ende April 1919 aufgelöst und zum 1. Mai 1919 das III. Bataillon des Reichswehr-Schützen-Regiments 49.
Die Tradition führte in der Reichswehr die 13. Kompanie des 12. Infanterie-Regiments fort.

## Kommandeure
| Dienstgrad     | Name                     | Datum                                                            |
| -------------- | ------------------------ | ---------------------------------------------------------------- |
| Oberstleutnant | Louis von Freyhold       | 20. September bis 17. November 1890 (mit der Führung beauftragt) |
| Oberst         | Louis von Freyhold       | 18. November 1890 bis 18. September 1891                         |
| Oberst         | Wilhelm Katz             | 19. September 1891 bis 19. Mai 1893                              |
| Oberst         | Moritz von und zu Gilsa  | 20. Mai 1893 bis 21. März 1897                                   |
| Oberst         | Max von Pawlowski        | 22. März 1897 bis 21. Mai 1900                                   |
| Oberstleutnant | Friedrich von Arnoldi    | 22. Mai bis 17. August 1900 (mit der Führung beauftragt)         |
| Oberst         | Friedrich von Arnoldi    | 18. August 1900 bis 9. März 1904                                 |
| Oberst         | Bogistav von Schwerin    | 10. März 1904 bis 1. April 1908                                  |
| Oberst         | Max von Sieg             | 02. April 1908 bis 30. Juni 1911                                 |
| Oberst         | Hermann von der Heyde    | 01. Juli 1911 bis 3. April 1914                                  |
| Oberst         | Kurt von Wahlen-Jürgass  | 04. April 1914 bis 7. Oktober 1915                               |
| Oberstleutnant | Friedrich Franz von Huth | 08. Oktober 1915 bis Januar 1919                                 |
| Oberst         | Willy von Livonius       | 31. Januar bis 15. April 1919                                    |

Am 4. August 1918 stellte Wilhelm II. den ehemaligen Kommandierenden General Bruno von Mudra in Anerkennung seiner vortrefflichen Dienste à la suite des Regiments, was zu nachstehendem Grußtelegramm an das Regiment Anlass gab: Durch die Gnade Sr. Majestät bin ich mit dem gestrigen Tage à la suite des K.I.R. gestellt worden. Es ist mir eine besondere Freude, durch diesen allerhöchsten Gnadenakt in dauernde Beziehung zu treten mit dem tapferen Regiment, dem ich bei so vielen Gelegenheiten, wo ich das XVI. AK. gegen den Feind führen konnte. Also weiter vorwärts und drauf im alten Geist, bis unser Feind am Boden liegt. v. Mudra.

## Literarisches Nachleben
Adrienne Thomas lässt das Regiment repräsentiert durch Leutnant Olbrich in ihrem Roman „Die Katrin wird Soldat“ (1930) nochmals aufleben.